# Nottingham Island
Nottingham Island – jedna z kanadyjskich wysp arktycznych w regionie Qikiqtaaluk, Nunavut, w Kanadzie. Znajduje się na Oceanie Arktycznym, w cieśninie Hudsona. Ma powierzchnię 1372 km². Zlokalizowana jest przy zatoce Hudsona.

## Historia
Nottingham Island została nazwana przez angielskiego odkrywcę Henry’ego Hudsona w 1610 roku. Stacja meteorologiczna na wyspie została zbudowana w 1884 roku. W 1927, powstało lotnisko jako część programu polegającego na obserwacji lodu w Zatoce Hudsona. Wyspa została opuszczona w październiku 1970.

## Fauna
Wyspa znana jest ze znacznej populacji morsów.